# Univerzitet u Hongkongu
Univerzitet u Hongkongu (HKU) javni je istraživački univerzitet u Hongkongu. Osnovan 1911. godine, njegovo poreklo seže do Kineskog hongkonškog medicinskog koledža koji je osnovan 1887. godine. To je najstarija tercijarna ustanova u Honkongu. Takođe, HKU je prvi univerzitet koji je osnovala Britanska imperija u Istočnoj Aziji.
Prema podacima iz 2019. godine HKU je rangiran na drugom mesto u Aziji po QS, četvrtom po THE, i oko tridesetog u prvih 30 međunarodno. On se obično smatra jednim od najviše internacionalizovanih univerziteta na svetu, kao i jednim od najprestižnijih univerziteta u Aziji. Danas HKU ima deset akademskih fakulteta sa engleskim jezikom kao glavnim nastavnim jezikom. HKU se takođe visoko rangira u nauci, stomatologiji, biomedicini, obrazovanju, humanističkim naukama, pravu, ekonomiji, poslovnoj administraciji, lingvistici, politologiji, i društvenim naukama.
Univerzitet u Hongkongu takođe je prvi tim na svetu koji je uspešno izolovao koronavirus, uzročnik SARS-a.

## Istorija

### Osnivanje
Poreklo univerziteta u Hongkongu može se pratiti do Kineskog hongkonškog medicinskog koledža koji je 1887. godine osnovao Ho Kaj, kasnije poznat kao Ser Kaj Ho Kaj, a koji je kasnije inkorporiran kao Medicinski fakultet univerziteta. On je preimenovan je u Medicinski fakultet u Hongkongu 1907. Koledž je postao medicinska škola HKU 1911. godine.
Univerzitet u Hongkongu je osnovan je 1911. godine. Guverner Ser Frederik Lugard predložio je da se u Hongkongu osnuje univerzitet kako bi se takmičio sa drugim velikim silama koje sz otvarale univerzitete u Kini, najpre Prusijom, koja je upravo bila otvorila Nemačku medicinsku školu Tungđi u Šangaju. Ser Hormusje Naoroje Modi, indijski parsijski biznismen u Hongkongu, saznao je za Lugardov plan i obavezao se da će donirati HK$150.000 za izgradnju i HK$30.000 za ostale troškove. Vlada Hongkonga i poslovni sektor na jugu Kine, koji su podjednako bili željni da nauče „tajne uspeha Zapada” (što se odnosi na tehnološki napredak postignut nakon Industrijske revolucije), takođe su dali svoju podršku. Vlada je donirala lokaciju u Vest Pointu. Svajer grupa je doprinela sa 40.000 funti za formiranje katedre za inženjerstvo, pored više hiljada dolara vredne opreme (njihov cilj je bio da delimično ojačaju svoj korporativni imidž nakon smrti jednog putnika na brodu u njihovom vlasništvu, SS Fatšan, i naknadnih nemira koje je izazvalo samoupravno društvo). Uz donacije drugih donatora, uključujući Britansku vladu i kompanije poput HSBC, Lugard je konačno imao dovoljno za finansiranje zgrade univerziteta.

## Reputacija i rangiranje
HKU prima najveći broj najbolje plasiranih sa ispita za diplomu srednjeg obrazovanja u Hongkongu.

### Sveukupno rangiranje
HKU je bio rangiran na 26. mestu u svetu prema QS 2023, na 31. mestu u svetu u THE 2023, na 96. mestu u svetu u ARWU 2022 i na 55. mestu u svetu u US News 2023.
Zbirno rangiranje najboljih univerziteta (ARTU), koje sortira univerzitete na osnovu njihovih ukupnih performansi u THE, QS i ARWU, pokazalo je da je HKU bio 40. najbolje rangirani univerzitet u svetu 2022. godine.
HKU je rangiran kao najviše internacionalan univerzitet na svetu od strane Tajms višeg obrazovanjaa.
HKU je bio rangiran na 51-60. mestu širom sveta na rangiranju THE svetske reputacije 2022.
Kinesko alumni udruženje ga je uvrstilo među „Univerzitete šire Kine sa 6 zvezdica“ (najviši nivo) i takođe je na vrhu asocijacijinog rangiranja institucija sa najboljim disciplinama u Hongkongu, Makau i Tajvanu za 2014.

### Rangiranje po predmentu

#### QS rangiranje po predmetu
Na QS svetskoj rang listi univerziteta po predmetima 2022:
| Predmet (prikazani su samo predmeti rangirani u prvih 25 na svetu) | Svetski rang HKU-a |
| ------------------------------------------------------------------ | ------------------ |
| Stomatologija                                                      | 2                  |
| Obrazovanje i obuka                                                | 8                  |
| Socijalna politika i administracija                                | 8                  |
| Geografija                                                         | 10                 |
| Lingvistika                                                        | 10                 |
| Arhitektura i izgrađeno okruženje                                  | 14                 |
| Građevinsko i strukturno inženjerstvo                              | 20                 |
| Pravo i pravne studije                                             | 20                 |
| Savremeni jezici                                                   | 22                 |
| Engleski jezik i književnost                                       | 23                 |
| Razvojne studije                                                   | 24                 |

Na QS svetskoj rang listi univerziteta prema širokoj predmetnoj oblasti 2022:
| Široka predmetna oblast       | Svetski rang HKU |
| ----------------------------- | ---------------- |
| Društvene nauke i menadžment  | 19               |
| Umetnost i humanističke nauke | 20               |
| Inženjering i tehnologija     | 39               |
| Nauke o životu i medicina     | 49               |
| Prirodne nauke                | 57               |

#### THE rangiranje po predmetu
U Tajmsovom rangiranju visokog obrazovanja svetskih univerziteta po predmetima (2023)
| Predment                      | HKU svetski rang |
| ----------------------------- | ---------------- |
| Obrazovanje                   | 5                |
| Klinika i zdravlje            | 13               |
| Pravo                         | 24               |
| Umetnost i humanističke nauke | 30               |
| Biznis i ekonomija            | 34               |
| Društvene nauke               | 37               |
| Inženjering                   | 42               |
| Nauke o životu                | 41               |
| Fizičke nauke                 | 44               |
| Računarstvo                   | 55               |
| Psihologija                   | 71               |

#### Drugi predmetni rangovi
HKU-ov MBA program se smatra jednim od najboljih u Aziji. Nedeljnik The Economist ga je ocenio kao 3. u Aziji. Njegov program „EMBA-Globalna Azija: Kolumbija/HKU/LBS“ su britanske novine Financial Times ocenile kao 4. u svetu i 2. u Aziji.

### Rangiranje zapošljivosti diplomiranih
Diplomci HKU-a su rangirani na 47. mestu širom sveta na Tajmsovom globalnom rangiranju višeg obrazovanja po zapošljivosti 2022, i na desetom je mestu širom sveta na QS rang listi o zapošljivosti diplomaca 2022.

## Spoljašnje veze
- Zvanični veb-sajt